# Planociampa medialis
Planociampa medialis är en fjärilsart som beskrevs av Matsumura 1908. Planociampa medialis ingår i släktet Planociampa och familjen mätare. Inga underarter finns listade i Catalogue of Life.